# Herpont
Herpont település Franciaországban, Marne megyében. Lakosainak száma 122 fő (2022. január 1.). Herpont Auve, Dampierre-le-Château, Dommartin-Varimont, Moivre, Poix, Rapsécourt, Saint-Mard-sur-Auve, Somme-Vesle és Somme-Yèvre községekkel határos.

## Népesség
A település népességének változása:
| Lakosok száma | 206  | 149  | 138  | 111  | 125  | 134  | 136  | 127  | 122  | 122  |
|               | 1968 | 1982 | 1990 | 2006 | 2013 | 2015 | 2017 | 2019 | 2020 | 2022 |